# Aloe gilbertii
Aloe gilbertii ist eine Pflanzenart der Gattung der Aloen in der Unterfamilie der Affodillgewächse (Asphodeloideae). Das Artepitheton gilbertii ehrt den britischen Botaniker Michael George Gilbert (* 1943), der das Typusexemplar sammelte.

## Beschreibung

### Vegetative Merkmale
Aloe gilbertii wächst stammlos oder in der Regel kurz stammbildend, ist nur selten einfach, sprosst für gewöhnlich und bildet dichte, sich ausbreitende Klumpen. Die aufsteigenden Stämme erreichen eine Länge von bis zu 150 Zentimeter. Die aufsteigenden und an der Spitze leicht zurückgebogenen Laubblätter bilden eine dichte Rosette. Die dunkelgrüne oder graugrüne, oft braun oder malvenfarben überhauchte Blattspreite ist 40 bis 50 Zentimeter lang und 9 bis 11 Zentimeter breit. Die Blattoberfläche ist glatt. Die braun gespitzten Zähne am Blattrand sind 3 bis 5 Millimeter lang und stehen 0,7 bis 1,4 Millimeter voneinander entfernt.

### Blütenstände und Blüten
Der Blütenstand weist fünf bis 20 Zweige auf und erreicht eine Länge von bis zu 120 Zentimeter. Die unteren Zweige sind gelegentlich nochmals verzweigt. Die lockeren, zylindrischen Trauben sind 6 bis 15 Zentimeter lang. Die eiförmig-spitzen Brakteen weisen eine Länge von 4 bis 6 Millimeter auf und sind 2 bis 3 Millimeter breit. Die zylindrischen bis etwas keulenförmigen, orangefarbenen bis roten Blüten stehen an 9 bis 10 Millimeter langen Blütenstielen. Die Blüten sind 23 bis 27 Millimeter lang. Auf Höhe des Fruchtknotens weisen sie einen Durchmesser von 4,5 bis 8 Millimetern auf. Ihre Perigonblätter sind auf einer Länge von 8 bis 11 Millimetern nicht miteinander verwachsen. Die Staubblätter und der Griffel ragen kaum aus der Blüte heraus.

## Systematik und Verbreitung
Aloe gilbertii ist in Äthiopien in Höhen von 1200 bis 1800 Metern verbreitet. 
Die Erstbeschreibung durch Sebsebe Demissew und Peter Edward Brandham wurde 1992 veröffentlicht. Es werden folgende Unterarten unterschieden:
- Aloe gilbertii subsp. gilbertii
- Aloe gilbertii subsp. megalacanthoides M.G.Gilbert & Sebsebe

Aloe gilbertii subsp. megalacanthoides

Aloe gilbertii subsp. megalacanthoides unterscheidet sich von Aloe gilbertii subsp. gilbertii durch die ausgebreiteten, tief rinnigen und zurückgebogenen Blätter und die 27 bis 28 Millimeter langen Blüten. Die Erstbeschreibung dieser Unterart durch Michael George Gilbert und Sebsebe Demissew wurde 1997 veröffentlicht.

## Nachweise